# David Duchovny

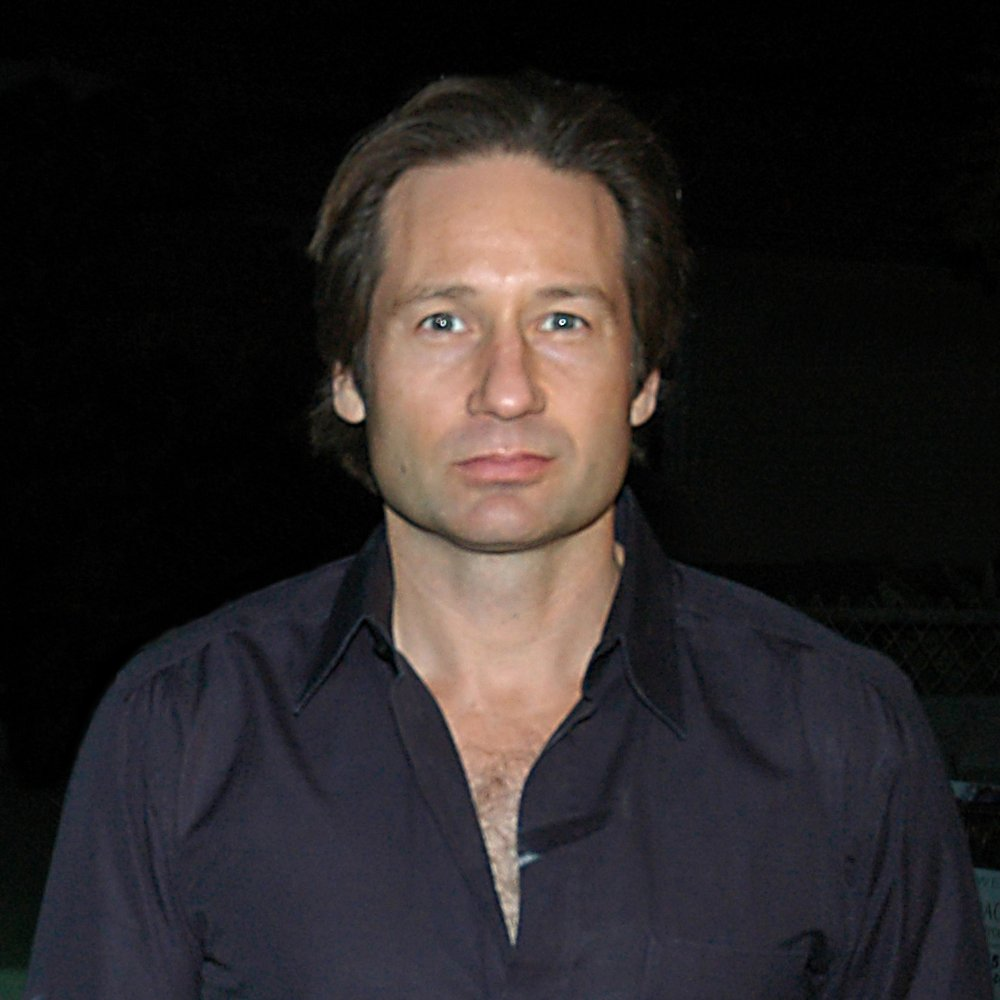
David Duchovny

David Duchovny (n. 7 august 1960, New York) este un actor american, cunoscut mai ales pentru rolul Agentului Fox Mulder din serialul SF de mare succes Dosarele X. A realizat și regia anumitor producții și a scris și scenarii.
Părinții săi au fost Margaret Miller, director de școală și profesor și Amran Ducovny, scriitor și publicist evreu.
Debutul și l-a făcut ca actor într-o reclamă pentru berea Löwenbrau, în 1987. A mai apărut în 1988 în Working Girl, dar doar câteva scene, precum și în serialul Twin Peaks.
În 1993 a început filmările la serialul Dosarele X, iar de atunci a devenit celebru pentru acest rol, Agentul Mulder și partenera sa, Gillian Anderson (Dana Scully) au fost iubiți în toată lumea pentru rolurile lor. Filmul Californication i-a adus de asemenea celebritatea, fiind chiar nominalizat pentru cel mai bun actor la Golden Globe.
S-a căsătorit în anul 1997 cu actrita Tea Leoni, care a dat naștere fiicei lor Madelaine West Duchovnz, în aprilie 1999. În 2002 s-a născut cel de-al doilea fiu al lor, Kyd Miller Duchovny. În anul 2008, cei doi au anunțat că sunt despărțiți de ceva vreme deja, iar un an mai târziu au fost văzuți împreună, anunțând că s-au împăcat.

## Filmografie

### Film
| An   | Titlu                                | Rol                          | Note             |
| ---- | ------------------------------------ | ---------------------------- | ---------------- |
| 1988 | Working Girl                         | Tess' friend                 |                  |
| 1989 | New Year's Day                       | Billy                        |                  |
| 1990 | Denial                               | John                         |                  |
| 1990 | Bad Influence                        | Club goer                    |                  |
| 1991 | Julia Has Two Lovers                 | Daniel                       |                  |
| 1991 | Don't Tell Mom the Babysitter's Dead | Bruce                        |                  |
| 1991 | The Rapture                          | Randy                        |                  |
| 1992 | Ruby                                 | Officer Tippit               |                  |
| 1992 | Beethoven                            | Brad                         |                  |
| 1992 | Venice/Venice                        | Dylan                        |                  |
| 1992 | Chaplin                              | Rollie Totheroh              |                  |
| 1993 | Kalifornia                           | Brian Kessler                |                  |
| 1997 | Playing God                          | Dr. Eugene Sands             |                  |
| 1998 | The X-Files: Fight the Future        | FBI Special Agent Fox Mulder |                  |
| 2000 | Return to Me                         | Bob Rueland                  |                  |
| 2001 | Evolution                            | Dr. Ira Kane                 |                  |
| 2001 | Zoolander                            | JP Prewitt                   |                  |
| 2002 | Full Frontal                         | Bill / Gus                   |                  |
| 2004 | Connie and Carla                     | Jeff                         |                  |
| 2004 | House of D                           | Tom Warshaw                  | Writer, director |
| 2005 | Trust the Man                        | Tom                          |                  |
| 2006 | Queer Duck: the Movie                | Tiny Jesus                   |                  |
| 2006 | The TV Set                           | Mike Klein                   |                  |
| 2007 | Things We Lost in the Fire           | Brian Burke                  |                  |
| 2007 | The Secret                           | Dr. Benjamin Marris          |                  |
| 2007 | Quantum Hoops                        | Narrator                     |                  |
| 2008 | The X-Files: I Want to Believe       | FBI Special Agent Fox Mulder |                  |
| 2009 | The Joneses                          | Steve Jones                  |                  |
| 2012 | Goats                                | The Goat Man                 |                  |
| 2013 | Phantom                              | Bruni                        | completed        |
| 2013 | Louder Than Words                    | John Fareri                  | post-production  |
| 2013 | Relative Insanity                    | Trent                        | pre-production   |

### Televiziune
| An        | Titlu                            | Rol                            | Note                               |
| --------- | -------------------------------- | ------------------------------ | ---------------------------------- |
| 1990–1991 | Twin Peaks                       | DEA Agent Denise/Dennis Bryson | 3 episoade                         |
| 1992      | Baby Snatcher                    | David Anderson                 | Television movie                   |
| 1992–1997 | Red Shoe Diaries                 | Jake Winters                   | 10 episoade                        |
| 1993–2002 | The X-Files                      | FBI Special Agent Fox Mulder   | 176 episoade                       |
| 1995–1998 | Saturday Night Live              | el însuși                      | 2 episoade                         |
| 1996      | Space: Above and Beyond          | Handsome Alvin                 | Episod: "R&R"                      |
| 1995–1996 | The Larry Sanders Show           | el însuși                      | 2 episoade                         |
| 1997      | The Simpsons                     | FBI Special Agent Fox Mulder   | Episod: "The Springfield Files"    |
| 1997      | Duckman: Private Dick/Family Man | Richard                        | Episod: "The Girls of Route Canal" |
| 2002      | Life with Bonnie                 | Johnny Volcano                 | 2 episoade                         |
| 2003      | Sex and the City                 | Jeremy                         | Episod: "Boy, Interrupted"         |
| 2007–14   | Californication                  | Hank Moody                     | 84 episoade                        |
| 2015–16   | Aquarius                         | Sam Hodiak                     | 26 episoade                        |
| 2016      | Better Things                    | el însuși                      | Episod: "Brown"                    |
| 2017      | Twin Peaks                       | Denise Bryson                  | Episod: “Part 4” (sezon 3)         |

## Premii și nominalizări
| An   | Asociația                            | Categoria                                                  | Nominalizat pentru     | Rezultat     |
| ---- | ------------------------------------ | ---------------------------------------------------------- | ---------------------- | ------------ |
| 1995 | People's Choice Awards               | Favorite Male Television Performer                         | The X-Files            | Nominalizare |
| 1995 | Viewers for Quality Television       | Best Actor in a Quality Drama Series                       | The X-Files            | Nominalizare |
| 1996 | Golden Globe Awards                  | Best Actor – Television Series Drama                       | The X-Files            | Nominalizare |
| 1996 | People's Choice Awards               | Favorite Male Television Performer                         | The X-Files            | Nominalizare |
| 1996 | Screen Actors Guild Awards           | Outstanding Performance by a Male Actor in a Drama Series  | The X-Files            | Nominalizare |
| 1997 | Golden Globe Awards                  | Best Actor – Television Series Drama                       | The X-Files            | Câștigat     |
| 1997 | People's Choice Awards               | Favorite Male Television Performer                         | The X-Files            | Nominalizare |
| 1997 | Primetime Emmy Awards                | Outstanding Guest Actor in a Comedy Series                 | The Larry Sanders Show | Nominalizare |
| 1997 | Primetime Emmy Awards                | Outstanding Lead Actor in a Drama Series                   | The X-Files            | Nominalizare |
| 1997 | Satellite Awards                     | Best Actor – Television Series Drama                       | The X-Files            | Câștigat     |
| 1997 | Saturn Awards                        | Best Actor on Television                                   | The X-Files            | Nominalizare |
| 1997 | Screen Actors Guild Awards           | Outstanding Performance by a Male Actor in a Drama Series  | The X-Files            | Nominalizare |
| 1997 | Screen Actors Guild Awards           | Outstanding Performance by an Ensemble in a Drama Series   | The X-Files            | Nominalizare |
| 1997 | Television Critic Association Awards | Individual Achievement in Drama                            | The X-Files            | Nominalizare |
| 1998 | Golden Globe Awards                  | Best Actor – Television Series Drama                       | The X-Files            | Nominalizare |
| 1998 | People's Choice Awards               | Favorite Male Television Performer                         | The X-Files            | Nominalizare |
| 1998 | Primetime Emmy Awards                | Outstanding Lead Actor in a Drama Series                   | The X-Files            | Nominalizare |
| 1998 | Satellite Awards                     | Best Actor – Television Series Drama                       | The X-Files            | Nominalizare |
| 1998 | Saturn Awards                        | Best Actor on Television                                   | The X-Files            | Nominalizare |
| 1998 | Screen Actors Guild Awards           | Outstanding Performance by a Male Actor in a Drama Series  | The X-Files            | Nominalizare |
| 1998 | Screen Actors Guild Awards           | Outstanding Performance by an Ensemble in a Drama Series   | The X-Files            | Nominalizare |
| 1999 | American Comedy Awards               | Funniest Male Guest Appearance in a Television Series      | The Larry Sanders Show | Câștigat     |
| 1999 | Golden Globe Awards                  | Best Actor – Television Series Drama                       | The X-Files            | Nominalizare |
| 1999 | Saturn Awards                        | Best Actor on Television                                   | The X-Files            | Nominalizare |
| 1999 | Screen Actors Guild Awards           | Outstanding Performance by a Male Actor in a Drama Series  | The X-Files            | Nominalizare |
| 1999 | Screen Actors Guild Awards           | Outstanding Performance by an Ensemble in a Drama Series   | The X-Files            | Nominalizare |
| 2000 | Kids' Choice Awards                  | Favorite Television Friends (with Gillian Anderson)        | The X-Files            | Nominalizare |
| 2000 | Screen Actors Guild Awards           | Outstanding Performance by a Male Actor in a Drama Series  | The X-Files            | Nominalizare |
| 2003 | Primetime Emmy Awards                | Outstanding Guest Actor in a Comedy Series                 | Life with Bonnie       | Nominalizare |
| 2008 | Golden Globe Awards                  | Best Actor – Television Series Musical or Comedy           | Californication        | Câștigat     |
| 2008 | Satellite Awards                     | Best Actor – Television Series Musical or Comedy           | Californication        | Nominalizare |
| 2009 | Golden Globe Awards                  | Best Actor – Television Series Musical or Comedy           | Californication        | Nominalizare |
| 2009 | Screen Actors Guild Awards           | Outstanding Performance by a Male Actor in a Comedy Series | Californication        | Nominalizare |
| 2010 | Golden Globe Awards                  | Best Actor – Television Series Musical or Comedy           | Californication        | Nominalizare |
| 2012 | Golden Globe Awards                  | Best Actor – Television Series Musical or Comedy           | Californication        | Nominalizare |